# گاه‌شمار انقلاب ۲۰۱۱ مصر
انقلاب ۲۰۱۱ مصر (در جهان عرب به انقلاب ۲۵ ژانویه نیز مشهور است) مجموعه‌ای از راهپیمایی‌ها، اعتراضات و نافرمانی‌های مدنی است که از ۲۵ ژانویه ۲۰۱۱ (۵ بهمن ۱۳۸۹)در کشور مصر آغاز و تا روز ۱۱ فوریه ۲۰۱۱ (۲۲ بهمن ۱۳۸۹) با استعفای مبارک و ایجاد دولت موقت نظامیان، پایان پذیرفت. گردانندگان این اعتراضات با الهام از موفقیت انقلاب تونس مردم مصر را به انقلاب علیه شکنجه، فقر، فساد و بی‌کاری فراخوانده‌اند. انقلاب ۲۰۱۱ مصر به روز خشم نیز معروف شده‌است. در طول اعتراضات مردم مصر حسنی مبارک سه بار با مردم صحبت کرد و در سخنرانی‌های خود گفت که حاضر نیست از مقام خود استعفاء دهد اما در همه‌پرسی سپتامبر ۲۰۱۱ شرکت نخواهد کرد او همچنین قول داد مواردی از قانون اساسی کشور را نیز تغییر دهد.
هدف اصلی این اعتراضات سرنگونی حسنی مبارک بود که از ۳۰ سال پیش و پس از ترور انور سادات قدرت را در این کشور به دست گرفته بود. لغو قانون شرایط اضطراری که از سال ۱۹۶۷ (۱۳۴۶) - به جز در یک دورهٔ ۱۸ ماهه- پیوسته در حال اجرا بوده‌است، افزایش حداقل دستمزدها، و برکناری وزیر کشور، حبیب العادلی، که پلیس تحت امر او به خشونت بسیار متهم است از دیگر خواسته‌های معترضان بوده‌است. در این میان احمد شفیق وزیر کشور باقی‌مانده از حکومت مصر بر اثر فشار معترضین در ۳ مارس مجبور به استعفا شد.

## اولین جرقه‌های اعتراضات

### ۱۵ ژانویه
اولین جرقه اعتراض‌های مردمی درحقیقت در ۱۵ ژانویه ۲۰۱۱ م. (۲۵ دی ۱۳۸۹ خ.) با تظاهرات شهروندان مصری در مقابل سفارت تونس که برای حمایت از انقلاب تونس بود آغاز شد، بسیاری از تحلیلگران تظاهرات فوق را اولین جرقهٔ انقلاب مصر قلمداد می‌کنند.

### ۱۷ ژانویه
دو روز پس از این تظاهرات یک جوان مصری با نام عبده عبدالمنعم حماده جعفر خلیفه در اعتراض به بسته شدن رستوران خود و عدم توجه مسئولان به شکوائیه‌اش، در مقابل ساختمان مجلس شعب (مردم) این کشور دست به خودسوزی زد. این جوان مصری قبل از خودسوزی در مقابل مجلس شعارهایی نظیر «ای نیروهای امنیتی این کشور حق من درون مصر ضایع و پایمال شده‌است» سر داد.

## اعتراضات فراگیر

### ۲۵ ژانویه (روز خشم)

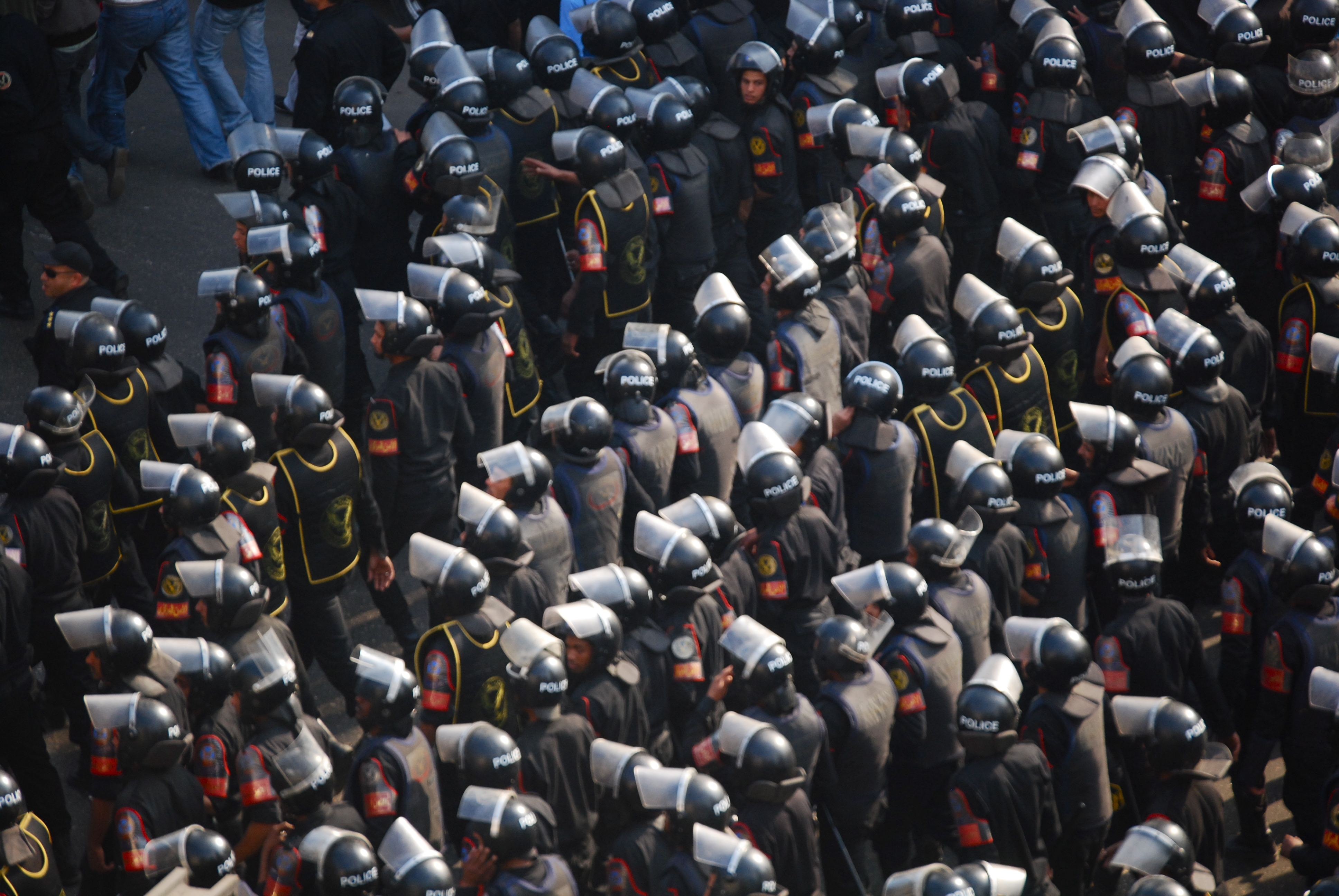
صف‌آرایی پلیس ضد شورش، ۲۵ ژانویه، قاهره

اولین فراخوان برای انجام این اعتراضات توسط یک گروه جوانان حامی دموکراسی به نام جنبش ۶ آوریل انجام شد. روز ۲۵ ژانویه از آن رو پیشنهاد شد که «روز ملی پلیس» در مصر است. ده‌ها هزار نفر از افراد مشهور، هواداران فوتبال و اعضای گروه‌های اپوزیسیون در یک صفحهٔ فیس‌بوک اعلام کردند که در تظاهرات شرکت خواهند داشت. وزارت کشور اعلام کرده بود که با قاطعیت با قانون‌شکنان برخورد خواهد کرد - بر اساس قانون شرایط اضطراری تظاهرات خیابانی ممنوع است- اما محمد البرادعی چهرهٔ سرشناس اپوزیسیون از اعتراض حمایت کرده و گفت وقت آن است که مخالفان حکومت مصر قدم در راه تونس بگذارند.
رویترز گزارش داد که مردم مصر، برخلاف گذشته که می‌گفتند به دلیل ترس از نیروهای امنیتی در اعتراضات شرکت نمی‌کنند و در نتیجه به‌ندرت اعتراضات آن‌ها بیش از چندصد نفر را همراه خود می‌کرد، این بار انگیزه بسیار زیادی داشتند و معترضان افرادی را که از پنجره خانه‌ها خیابان را تماشا می‌کردند به پیوستن به جمع خود تشویق می‌کردند و بسیاری نیز این کار را انجام می‌دادند. حتی وقتی پلیس با پمپ‌های فشار آب به سوی معترضان حمله می‌کرد آن‌ها به جای فرار جسورتر شده و بعضی حتی مأموران پلیس را تعقیب می‌کردند و به نظر می‌رسید ترس خود را کاملاً از دست داده‌اند. بعضی از نیروهای پلیس نیز از نقش خود کاملاً ناراضی بودند. یک افسر پلیس به یکی از معترضان می‌گفت سه ماه دیگر خدمت او به پایان می‌رسد و پس از آن همراه آن‌ها خواهد بود. اما برخی دیگر موضع خود را تغییر نداده با باتون به معترضان حمله می‌کردند. دولت مصر مانند گذشته اسلام‌گرایان را مسئول این اعتراضان اعلام کرد اما در واقع اخوان‌المسلمین نقش کوچکی در این اعتراضات داشت و حتی سازمان جوانان آن خشمگین بود که چرا اخوان‌المسلمین فعال‌تر عمل نمی‌کند. سازمان‌دهندهٔ اصلی اعتراضات کاربران اینترنتی بودند که به خوبی از رسانه‌های اجتماعی برای تشجیع مردم ناراضی استفاده کردند.

### ۲۶ ژانویه
در ۲۶ ژانویه اعتراضات و شورش‌ها ادامه پیدا کرد. در این روز خشونت هم از طرف معترضین و هم از طرف پلیس افزایش پیدا کرد. در این روز شهر سوئز شاهد یک قیام منحصربه‌فرد بود. معترضین در این شهر تعدادی از ساختمان‌های دولتی من‌جمله چند پاسگاه پلیس را به آتش کشیدند.

### ۲۷ ژانویه
در پی نا آرامی‌های مصر مردم مصر با دعوت از مخالفین تظاهراتی میلیونی در میدان التحریر قاهرهتشکیل دادند، تنها در یکی از این تظاهرات‌ها پانصد تن دستگیر و روانه زندان حکومت مصر شدند. فعالان سیاسی مصر با انتشار بیانیه‌هایی در صفحه‌ای در فیس‌بوک به نام «همه خالد سعید هستیم» از ملت مصر درخواست کردند، پس از ادای فریضه نماز جمعه در اعتراض به شرایط بد معیشتی و ادامه «انقلاب خشم» در تظاهرات اعتراض‌آمیزروز خشم، میلیونی و سراسری شرکت کنند. مردم و اقشار مختلف جامعه مصر به ویژه جوانان مصری با در دست داشتن پلاکارد و سردادن شعارها علیه حکومت حسنی مبارک در این روز خواهان کناره‌گیری رئیس جمهور مادام العمر مصر از قدرت و برقراری آزادی و دموکراسی واقعی درکشورشان شدند. در این تظاهرات نیروهای ضد شورش به‌طور گسترده با مردم با شلیک گلوله و گاز اشک آور و ماشین‌های آپ پاش درگیر شدند. در این تظاهرات شخصیت‌ها، گروه‌ها و احزاب مختلف مصر به ویژه گروه اخوان المسلمین شرکت داشتند. ناظران سیاسی تظاهرات روز خشم را برای تعیین سرنوشت مبارک تعیین‌کننده می‌دانستند.

### ۲۸ ژانویه (جمعهٔ خشم)

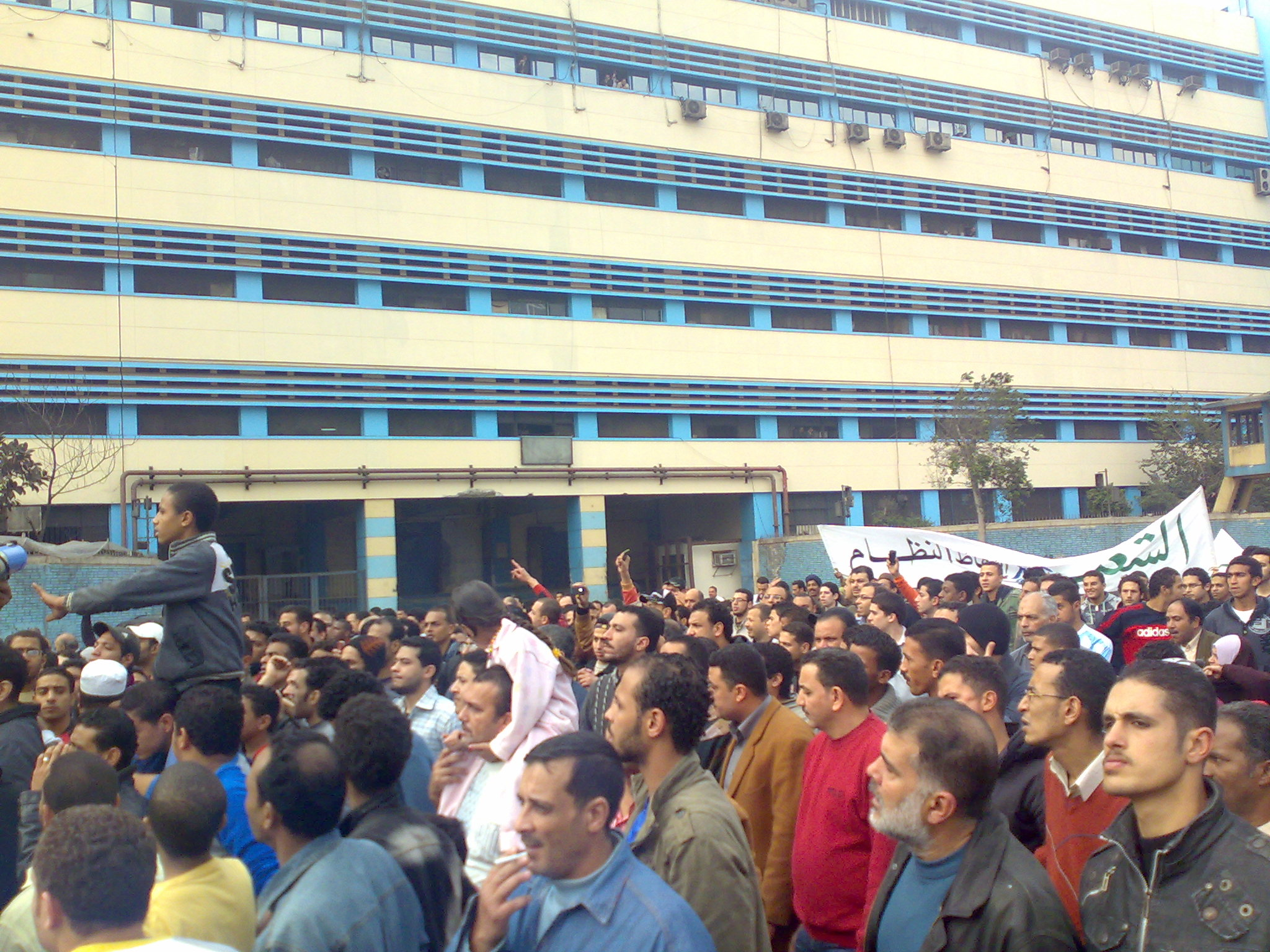
راهپیمایی ۲۸ ژانویه در قاهره

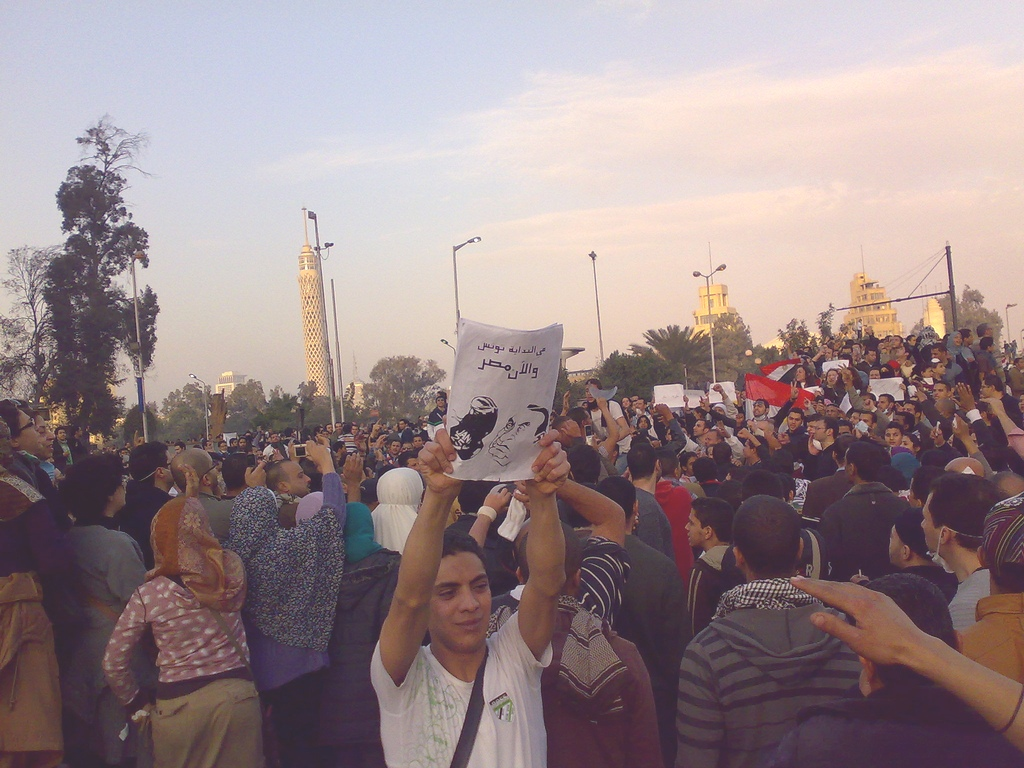
پلاکاردی در دست یکی از معترضان در تجمع ۲۸ ژانویه در امبابه، حومه قاهره: اول تونس و حالا مصر

راهپیمایی روز جمعه ۲۸ ژانویه پس از نماز جمعه در تمامی شهرهای مصر پیش‌بینی شده بود. الجزیره روز بعد تعداد کشته‌های تأیید شده را ۲۷ نفر در سوئز، ۲۳ نفر در اسکندریه و ۲۲ نفر در قاهره اعلام کرد. بیش از هزار نفر نیز مجروح شدند. در این روز معترضان مقر حزب دمکراتیک ملی، حزب حاکم مصر در قاهره را به آتش کشیدند.
آسوشیتد پرس گزارش داد که ۱۷ مرکز پلیس در قاهره به آتش کشیده شد و معترضان با سرقت مهمات و اسلحه تعدادی از بازداشت‌شدگان را آزاد کرده‌اند. چندین واگن پلیس در قاهره، اسکندریه و سوئز هم به آتش کشیده شدند.
دولت از ساعت ۱۸ تا ۶ صبح فردا را منع آمد و شد (حکومت نظامی) اعلام کرد. ممنوعیت آمد و شد در روز بعد نیز تمدید شد.

### ۲۹ ژانویه

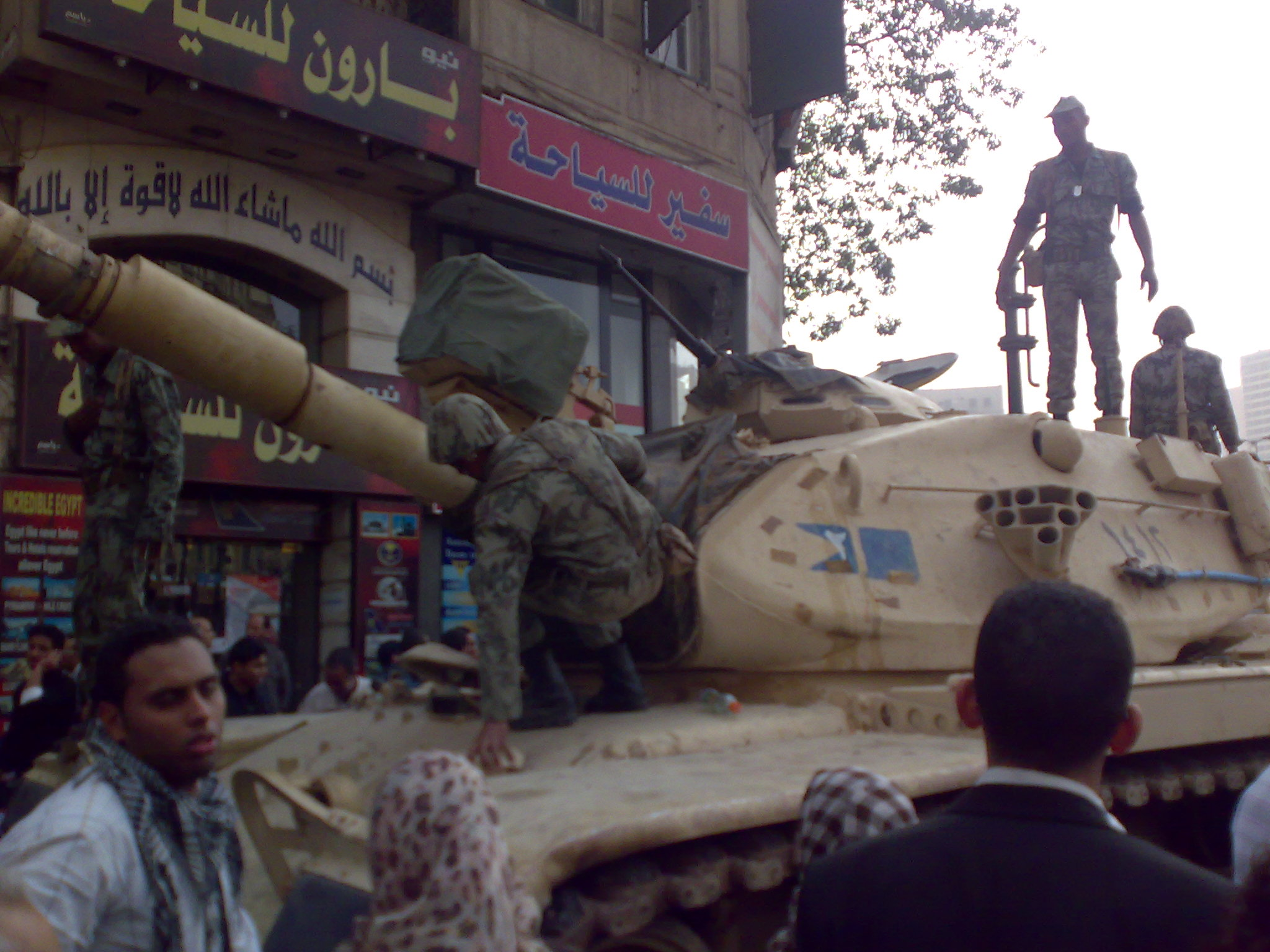
تانک ارتش در کنار میدان التحریر، ۲۹ ژانویه

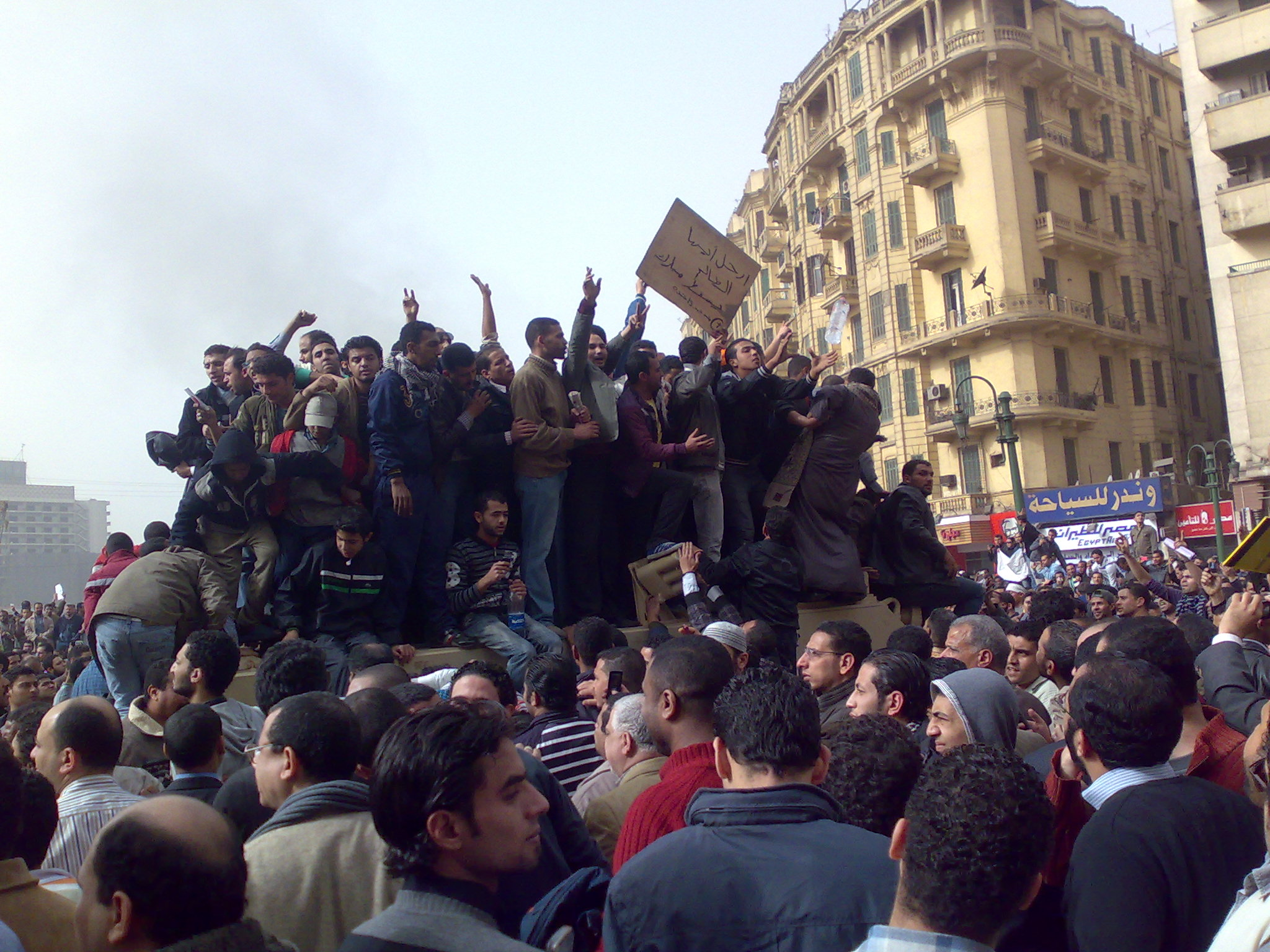
معترضان بر فراز یک تانک ارتش در میدان التحریر، ۲۹ ژانویه

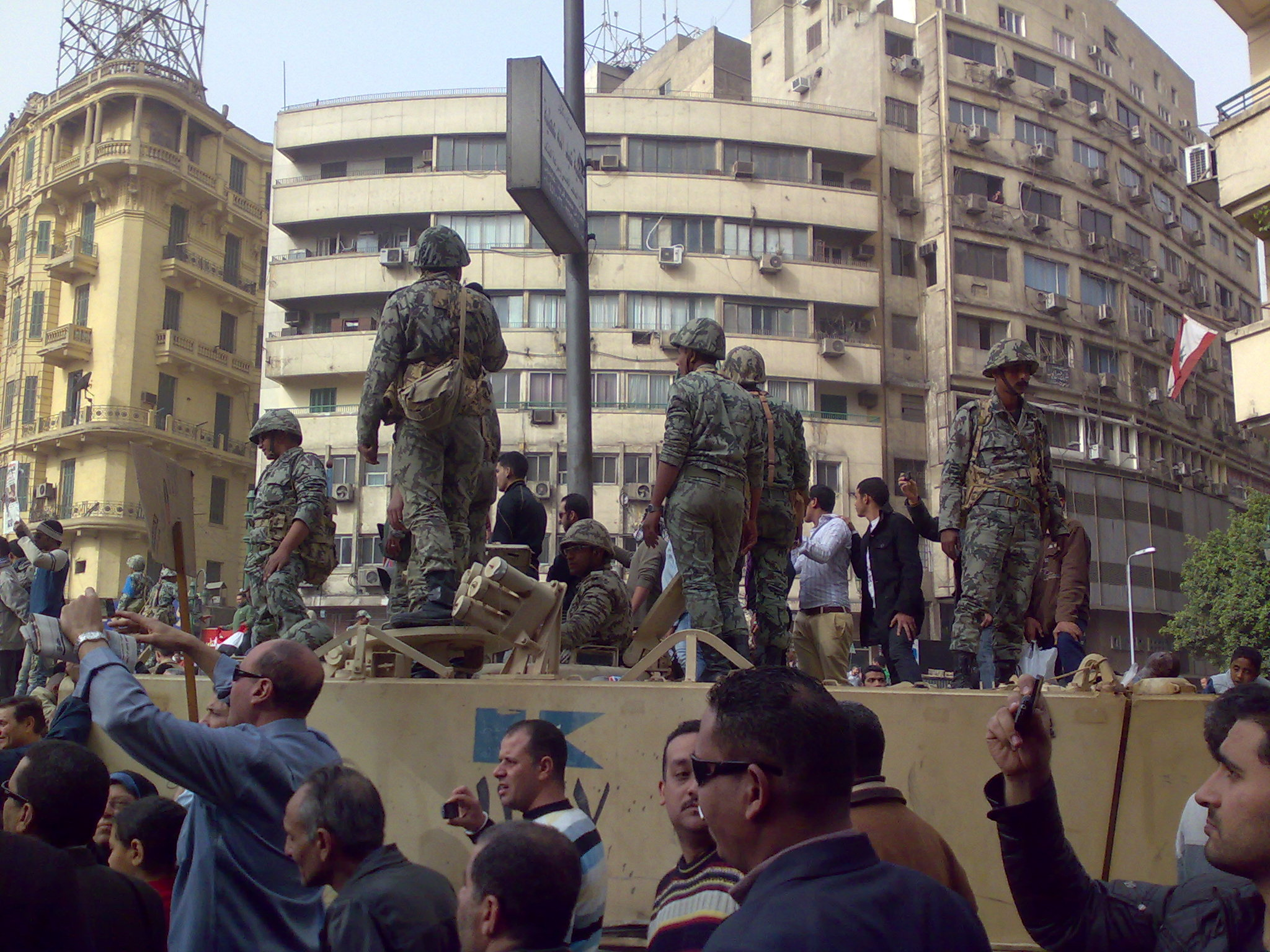
در اعتراضات ۲۹ ژانویه نیروهای ارتش عمدتاً بی‌طرف باقی‌ماندند. میدان التحریر قاهره

معترضان که به انحلال کابینه راضی نبودند، علی‌رغم اعلام حکومت نظامی، دوباره به خیابان‌ها آمدند. معترضان مقر حزب حاکم را در شهر اقصر به آتش کشیدند. در سوئز حدود هزار تا دو هزار نفر تجمع کرده و نیروهای نظامی مانع آن‌ها نشدند. الجزیره از قول یک افسر ارتش در سوئز گزارش داد که این نیروها «حتی یک گلوله هم به سوی مصریان شلیک نخواهند کرد» و تنها راه چاره «رفتن مبارک» است. ۱۷۰۰ کارگر بخش عمومی نیز در این شهر تا استعفای مبارک اعلام اعتصاب کردند. اسوشیتدپرس گزارش داد که پلیس مسیر میدان آزادسازی (میدان تحریر) به سوی پارلمان و ساختمان‌های دولت را مسدود کرده‌است. تانک‌ها از صبح زود در شهر قاهره مستقر شده و ارتش مصر در اعلامیه‌ای حکومت نظامی را در قاهره و شهرهای بزرگ از ساعت ۴ تا ۸ صبح تمدید کرد. تلویزیون دولتی هم اعلام کرد تمام امتحانات مدارس و دانشگاه‌ها لغو شده‌است.
اسوشیتد پرس گزارش داد که در میدان آزادسازی پلیس به سوی هزاران معترض که قصد داشتند وزارت کشور را تسخیر کنند آتش گشود و دست‌کم سه نفر کشته شدند. یک سروان ارتش نیز به مردم پیوست و مردم با شعارهای ضد مبارک او را بر دوش خود گرفتند. گزارشی از برخورد میان ارتش و معترضان وجود نداشت و به نظر می‌رسید بسیاری از معترضان ارتش را با خود می‌دانند. حتی بر روی برخی تانک‌ها و خودروهای نظامی شعارهای ضد مبارک نوشته شده بود. اما پلیس برعکس مورد خشم معترضان بود. یک مرکز پلیس در جیزه واقع در حومه قاهره به دست معترضان غارت و به آتش کشیده شد. ارتش نیز اهرام ثلاثه را به روی گردشگران بسته و حفاظت از مکان‌های باستانی مهم ماند موزه مصر و نیز ساختمان‌های دولت را بر عهده گرفت. اینترنت برای دومین روز قطع بود اما تلفن همراه که روز گذشته قطع بود توسط دو خدمات‌دهندهٔ اصلی مخابراتی کشور پوشش داده می‌شد. نگرانی زیادی در مورد احتمال آسیب و غارت موزه مصر وجود داشت که یکی از باارزش‌ترین گنجینه‌های تاریخی را در اختیار دارد و از مهم‌ترین جاذبه‌های توریستی کشور است. روز قبل مقر حزب حاکم که در نزدیکی این موزه قرار داشت به تصرف معترضان درآمده و به آتش کشیده شده بود.

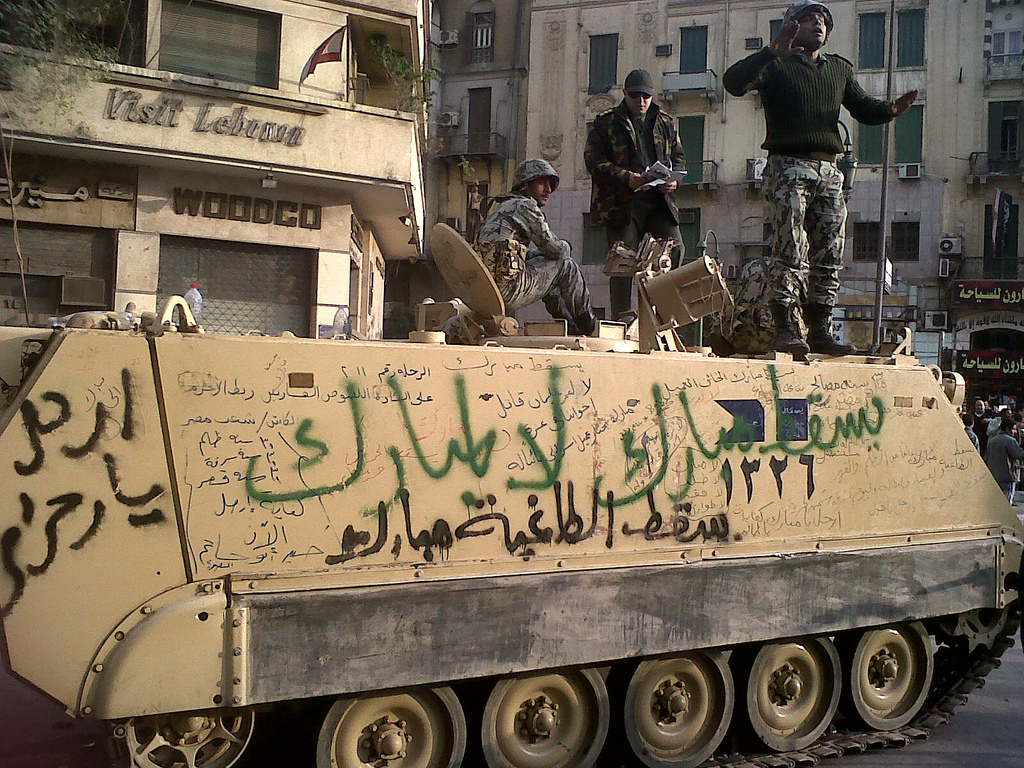
معترضین مصری بر روی خودرو نظامی ارتش شعارهای گوناگونی نوشته‌اند-مرگ بر مبارک-نه به مبارک-دوران مبارک به سر آمده-ای دزد مصر را ترک کن

### ۳۰ ژانویه
شهر قاهره به‌طور کامل از کنترل پلیس خارج شده و نیروهای ارتش و گروه‌های داوطلب مردمی سعی در کنترل اوضاع و جلوگیری از غارت داشتند. شایعات زیادی در مورد دخالت نیروهای پلیس در غارت‌ها مطرح بود. چندین ساختمان مهم شهر در حال سوختن بودند و گروهی از معترضان که شب را در میدان آزادسازی به صبح رسانده بودند به تجمع اعتراضی خود برای سقوط مبارک ادامه می‌دادند. در اسکندریه و سوئز نیز وضعیت مشابهی حکمفرما بود. دولت‌های فرانسه، بریتانیا و آلمان در بیانیه مشترکی از دولت مصر خواستند به اعمال خشونت علیه معترضان و مردم غیرمسلح خاتمه دهد.
عصر این روز دوباره مقررات منع آمدوشد اعلام شد. ارتش نفربرهای بیشتری را به سوی میدان التحریر روانه کرد. هلیکوپترهای ارتش بر فراز شهر قاهره پرواز کردند و نیروی هوایی با به پرواز درآوردن جنگنده‌ها در ارتفاع پائین تلاش در متفرق کردن معترضان داشت. خیابان‌های اصلی قاهره در کنترل تانک‌ها و نفربرهای رزهی ارتش قرار داشت و استقرار نیروهای ارتش آشکارا به منظور مسدود کردن مسیرهای منتهی به میدان التحریر بود. گزارش‌هایی از حمله به چندین زندان در نقاط مختلف کشور منتشر شد. ۳۴ عضو زندانی اخوان‌المسلمین هم پس از اینکه زندانبان‌ها پست خود را ترک کردند از زندان گریختند. صدها قاضی و پس از آن محمد البرادعی به جمع معترضان در میدان التحریر پیوستند. اوایل روز نیز یکی از رهبران اخوان المسلمین گفته بود که گروه‌های مخالف دولت محمد البرادعی را به عنوان نماینده خود برای مذاکره با حکومت تعیین کرده‌اند. خبرنگار الجزیره گزارش داد که یک بار یکی از نفربرهای ارتش برای متفرق کردن معترضان در میدان التحریر به تیراندازی هوایی اقدام کرد ولی معترضان از جای خود تکان نخوردند و فرمانده یکی از تانک‌های ارتش به آن نفربر دستور داد محل را ترک کند، سپس مردم برای جشن به روی تانک رفته و سربازان را در آغوش کشیدند.
یواس‌ای تودی گزارش داد که اعتراضات بسیار آرام‌تر از دو روز قبل شده و معترضان قصد دارند نشان دهند که برای هرج و مرج به خیابان‌ها نیامده‌اند و انقلابی مسئولانه را در پیش گرفته‌اند. در نبود پلیس عده‌ای از شهروندان با وسایلی چون چاقو، چوب بیسبال و چوب گلف کنترل عبور و مرور را بر عهده گرفته‌اند و غارت و دزدی نسبت به روز شنبه بسیار کمتر شده‌است. خواستهٔ اصلی معترضان همچنان رفتن مبارک است و محمد البرادعی در مصاحبه با سی‌ان‌ان گفته که مصری‌ها از این خواسته کوتاه نخواهند آمد. الجزیره که دولت به دلیل پوشش کامل اخبار، دستور تعطیلی دفاتر آن در مصر را داده‌است، حکومت را به خفقان و سرکوب متهم کرده‌است.
معترضان گروهی را برای مذاکره با دولت مصر تشکیل دادند که شامل ایمن نور، محمد البرادعی و یکی از اعضای اخوان‌المسلمین می‌شد.
ده‌ها استاد تاریخ و علوم سیاسی دانشگاه‌های آمریکا هم در نامهٔ سرگشاده‌ای از باراک اوباما رئیس‌جمهور کشورشان خواستند از جنبش دمکراسی‌خواهی مصریان پشتیبانی کند.

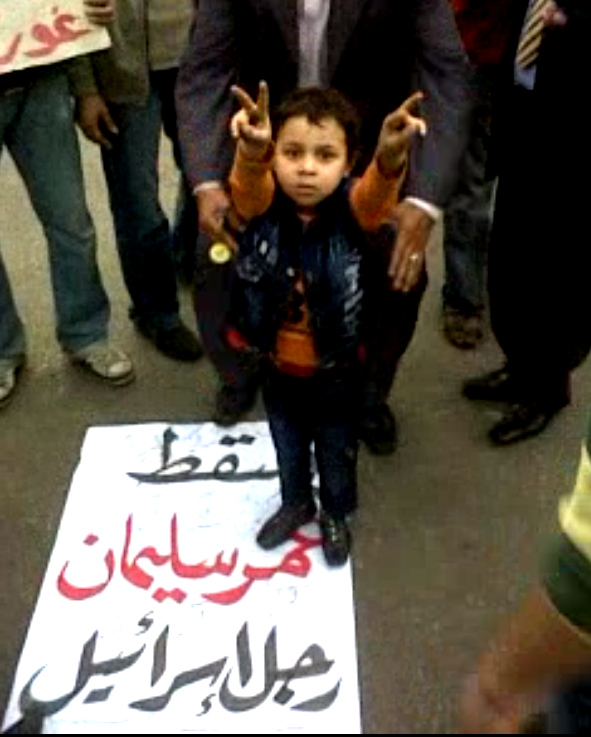
کودک مصری بر روی شعاری علیه دولت جدید مصر (ژنرال عمر سلیمان) ایستاده‌است-واژگون باد عمر سلیمان مزدور اسراییلی

### ۳۱ ژانویه
اعتراضات همچنان ادامه دارد. معترضین که صدها قاضی و محمد البرادعی نمایندهٔ اپوزیسیون برای مذاکره با دولت مبارک نیز در میان آنان هستند، به تحصن خود در میدان التحریر ادامه می‌دهند و شهر در اختیار نیروهای ارتش است. شایع شده که پلیس قصد دارد دوباره به شهر برگردد. در مورد این عقب‌نشینی و بازگشت احتمالی نیروهای پلیس دو نظریه مطرح است، عده‌ای معتقدند بسیاری از اعضای پلیس تصمیم گرفته‌اند به معترضان بپیوندند و برخی می‌گویند دولت با بیرون کشیدن پلیس از شهر به معترضین گفته‌است. شما می‌توانید اعتراض کنید ولی نتیجهٔ این اعتراض آشوب و هرج‌ومرجی است که شاهد آن می‌باشید. خروج پلیس از خیابان‌ها شهر را به بهشت غارتگران تبدیل کرده و مردم ناچارند خود برای حفظ امنیت شهر اقدام کنند. اپوزیسیون مردم را به یک راهپیمایی بزرگ در روز سه‌شنبه اول فوریه (فردا) فراخوانده‌است. جنبش ۶ آوریل گفته که انتظار دارد قاهره فردا شاهد یک تظاهرات میلیونی باشد.
شش خبرنگار الجزیره در بعدازظهر این روز برای چند ساعت بازداشت و وسایلشان توقیف می‌شود. پلیس به برخی از خیابان‌های قاهره و جیزه بازگشته اما بخش عمدهٔ شهر همچنان در کنترل ارتش و مردم عادی است. تعداد معترضان مستقر در میدان التحریر و حوالی آن به ۲۵۰ هزار نفر رسیده و مبارک از نخست‌وزیر خود احمد شفیق خواسته با معترضان مذاکره کند. مبارک کابینهٔ جدید خود را نیز معرفی کرده‌است. وزیر کشور جدید محمود وجدی رئیس سابق سازمان زندان‌ها است. اپوزیسیون به دعوت از مردم برای شرکت در راهپیمایی فردا ادامه می‌دهد و از مردم خواسته تا از فردا یک اعتصاب نامحدود را هم آغاز کنند. عمر شریف بازیگر معروف از اعتراضات حمایت کرده و از مبارک خواسته از قدرت کنار برود. اینترنت همچنان در بیشتر مصر قطع است. قیمت مواد غذایی، سوخت و کارت تلفن در قاهره به‌شدت افزایش یافته‌است.

### ۱ فوریه (تظاهرات میلیونی)
- حمایت ارتش:

سخنگوی ارتش مصر در بیانیه رسمی که در تلویزیون دولتی این کشور منتشر شد بر حق قانونی ملت مصر تأکید کرد. بنابراین گزارش، ارتش مصر اعلام کرد، خواسته‌های مردم مصر را که از یک هفته پیش در خیابان‌های این کشور علیه دولت تظاهرات می‌کنند، قانونی می‌داند. ارتش مصر در پیامی خطاب به مردم مصر اعلام کرد ارتش خواسته‌های مردم بزرگ مصر را قانونی می‌داند و به استفاده از زور علیه مردم مصر مبادرت نخواهد کرد. سخنگوی ارتش مصر در این پیام که از سوی خبرگزاری رسمی مصر، منا، و تلویزیون دولتی این کشور منتشر شد، بر آزادی بیان به شکل مسالمت‌آمیز و تضمین شده برای همه تأکید کرد. تلویزیون دولتی مصر همچنین اعلام کرد ارتش اطمینان داده‌است علیه تظاهر کنندگان به زور متوسل نخواهد شد. بنابراین گزارش، بسیاری از تحلیل‌گران نیروی نظامی ارتش مصر را آخرین سنگر مقاومت مبارک در مقابل خواسته‌های مردم مصر برای کنار رفتن از حکومت و سرکوبی این جنبش می‌دانند. تاکنون هیچ برخوردی بین نیروهای ارتش مصر و معترضان به وجود نیامده و مردم با آغوش باز از نیروهای ارتش مصر در خیابان‌ها استقبال کرده‌اند.
- دعوت به تظاهرات یک میلیون نفری:

رهبران مخالفین دولت مصر از معترضین درخواست کردند تا در تظاهرات میلیونی روز سه شنبه ۱ فوریه ۲۰۱۱ شرکت گسترده‌ای داشته باشند. این تظاهرات به (راهپیمایی یک میلیونی) به عربی:(مسیرة میلیون) دهان به دهان در مصر مصطلح شده‌است. قرار است این راهپیمایی از میدان التحریر قاهره شروع شده و تا کاخ ریاست جمهوری واقع در هلیوپولیس به عربی:(مصر الجدیدة) ادامه پیدا کند.
با وجود اینکه فیس بوک و دیگر وب گاه‌های اجتماعی در مصر فیلتر هستند، با این وجود کاربران از طریق فیلترشکن‌ها به درگاه این وب گاه‌ها رسوخ می‌کنند.  برخی معترضین مصری تمثال حسنی مبارک را که منقش به خطوط و شعارنویسی است از مکان‌های بلند در میدان التحریر آویزان کرده‌اند.
- تظاهرات آرام در میدان تحریر:

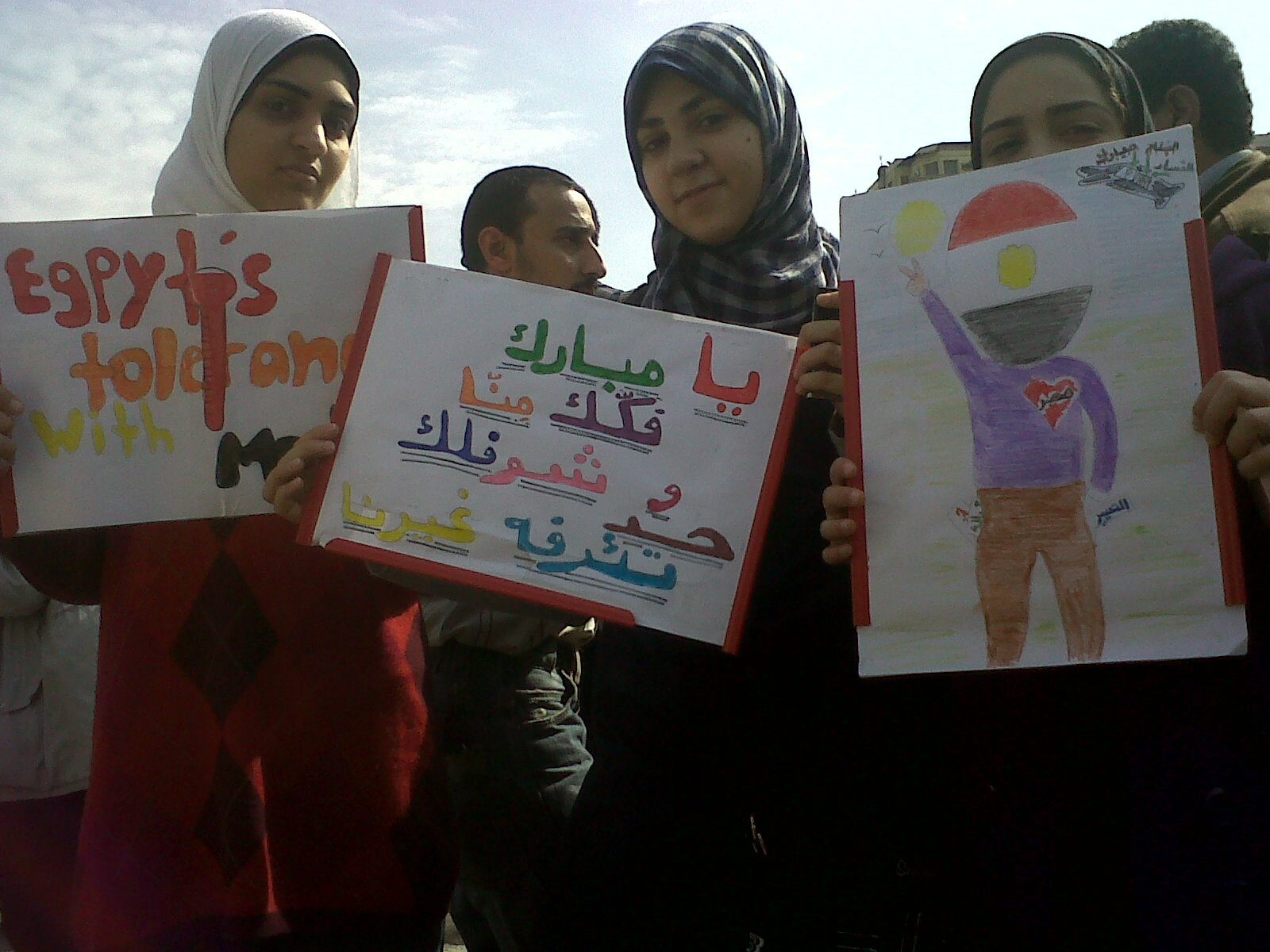
زنان مصری با شعارهای ضد دولتی، ۱ فوریه

نیمروز ۱ فوریه ۲۰۱۱ در هشتمین روز اعتراضات مردم مصر، میدان التحریر قاهره شاهد یک راهپیمایی بزرگ مردمی بود. این تظاهرات قرار بود به سمت کاخ ریاست جمهوری ادامه پیدا کند اما بیشتر به صورت آرام در این میدان باقی‌ماند. ارتش مصر همان‌طور که در صبح روز ۱ فوریه ۲۰۱۱ اعلام کرده بود، ابراز خواسته‌های مردم را قانونی دانست و در میدان التحریر مقابله‌ای در مقابل مردم نکرد. پلیس مصر نیز به صورت لباس شخصی در میان مردم فعال بود. گروهی از مردم نیز به صورت مسلح امنیت تظاهرات را برقرار کرده بودند. عمر سلیمان رهبر دولت (موقت) منصوب از طرف حسنی مبارک نیز خواهان گفتگو با گروه‌های مختلف اپوزیسیون (قانونی) مصر شد، با این وجود محمد البرادعی اذعان داشت که در این مورد هیچ تماسی با من گرفته نشده‌است. سفیر آمریکا در مصر نیز امروز وارد مصر شد تا در مورد مسائل اخیر مصر با مقامات این کشور گفتگو کند. میلیون‌ها نفر نیز در شهرهای اسکندریه، منصوریه، المینا، سوئز و دیگر شهرهای مصر تظاهرات‌های مختلفی برپا کردند. تعداد معترضین در قاهره که فریاد سرنگونی رژیم حسنی مبارک را سر دادند دو میلیون نفر برآورد شده‌است. این تظاهرات بزرگترین تظاهرات ضد حکومتی در خلال هشت روز اخیر در مصر بوده‌است. تشکیل دولت عمر سلیمان تأثیری در روند اعتراضات مردمی نداشت. مردم مصر ۱ فوریه ۲۰۱۱ را «روز کناره گیری» نامیدند. مردم مصر خواهان برکناری همه اعضای حکومت و دولت مصر شدند. امروز نیروهای امنیتی مصر راه آهن این کشور را به منظور قطع ارتباط شهرهای مصر با قاهره تعطیل کردند، همچنین امروز پروازهای هواپیماها در مصر لغو گردید. البرادعی همچنین اعلام کرد، مبارک تا جمعه ۴ فوریه ۲۰۱۱ باید این کشور را ترک کند. جنبش جوانان ۶ آوریل نیز اعلام کرد مردم تا اخذ نتیجه و گرفتن مطالبات قانونی در خیابان‌ها بمانند. امروز همچنین نماز جماعتی در میدان التحریر قاهره برگزار گردید و آدمک‌های سران مصر به خصوص حسنی مبارک به دار آویخته شد. امروز البرادعی با سفیر آمریکا ملاقات کرد، همچنین فرانک ویزنر دیپلمات آمریکایی و سفیر سابق ایالات متحده آمریکا در مصر، به منظور ملاقات مسئولین مصری وارد مصر شد. گروه اخوان المسلمین از سران آمریکایی خواست از پشتیبانی مبارک دست بردارند.
- واکنش مبارک:

در شامگاه ۱ فوریه ۲۰۱۱ حسنی مبارک طی سخنرانی که از شبکه دولتی این کشور پخش شد، اعلام کرد که مردم حق اعتراض و انتقاد علیه حکومت را دارند و من به نظر آن‌ها احترام می‌گذارم. او گفت با وجود اینکه علاقه‌ای به قدرت ندارم فعلاً نیت استعفاء و برکناری را نیز ندارم. مبارک به مردم گفت که به عمر سلیمان گفته‌ام با سران اپوزیسیون گفتگو کند، اما متأسفانه آن‌ها قبول به گفتمان نکرده‌اند. حسنی مبارک همچنین گفت کسانی که به اماکن دولتی آسیب رسانده‌اند باید به سزای اعمالشان برسند. وی همچنین اظهار داشت که قصد شرکت در دور بعدی انتخابات را (سپتامبر ۲۰۱۱) در سر ندارد. حسنی مبارک افزود:
این کشور من است، جایی که در آن زندگی کرده‌ام، برای سرزمینش جنگیده و از استقلال و منافعش دفاع کرده‌ام و در این سرزمین نیز خواهم مرد.

### ۲ فوریه
موزه مصر آتش گرفته و ارتش برای خاموش کردن آن وارد عمل شد. علی جمعه مفتی اعظم مصر از حسنی مبارک تمجید کرده و ادامهٔ اعتراضات را حرام اعلام کرد
در دقایق ابتدایی این روز درگیری بین طرفداران و مخالفان مبارک و تیراندازی هوایی در اسکندریه دومین شهر بزرگ مصر، آغاز شد. خبرنگار الجزیره از میدان التحریر گزارش داد که معترضان از سخنرانی مبارک خشمگین هستند و از ارتش می‌خواهند او را از قدرت بردارد. گزارش شد که وائل غنیم از مقامات گوگل که در قاهره حضور داشته و در اعتراضات شرکت می‌کرده از روز پنج‌شنبه ناپدید شده‌است. (بعداً مشخص شد که وی در بازداشت نیروهای امنیتی مصر بوده و در ۷ فوریه آزاد شد) باراک اوباما اقدام ارتش مصر در عدم اقدام علیه تظاهرات را تحسین کرد. مردم معترض مصری پس از سخنرانی شامگاه ۱ فوریه ۲۰۱۱ حسنی مبارک، با وعده‌های او مخالفت کردند. در شهر اسکندریه عده‌ای با چماق و چاقو به مردم حمله ور شدند. مردم در بین خود وعده کردند در روز جمعه ۴ فوریه ۲۰۱۱ تظاهرات گسترده‌ای علیه حکومت مصر تشکیل می‌دهند. وزیر دفاع آمریکا با همتای مصری خود ملاقات کرد. گزارش‌ها حاکی است که سران چند کشور اروپایی با محمد البرادعی راجع به آینده سیاسی مصر تلفنی مکالمه کردند. باراک اوباما رییس جمهور آمریکا خواستار انتقال آرام قدرت در مصر شد. وزارت بهداشت مصر شامگاه روز چهارشنبه ۲ فوریه ۲۰۱۱ اعلام کرد که در درگیری‌ها بین طرفداران و مخالفان حسنی مبارک در اطراف میدان التحریر قاهره سه تن کشته و بیش از ۶۳۹ نفر زخمی شده‌اند.

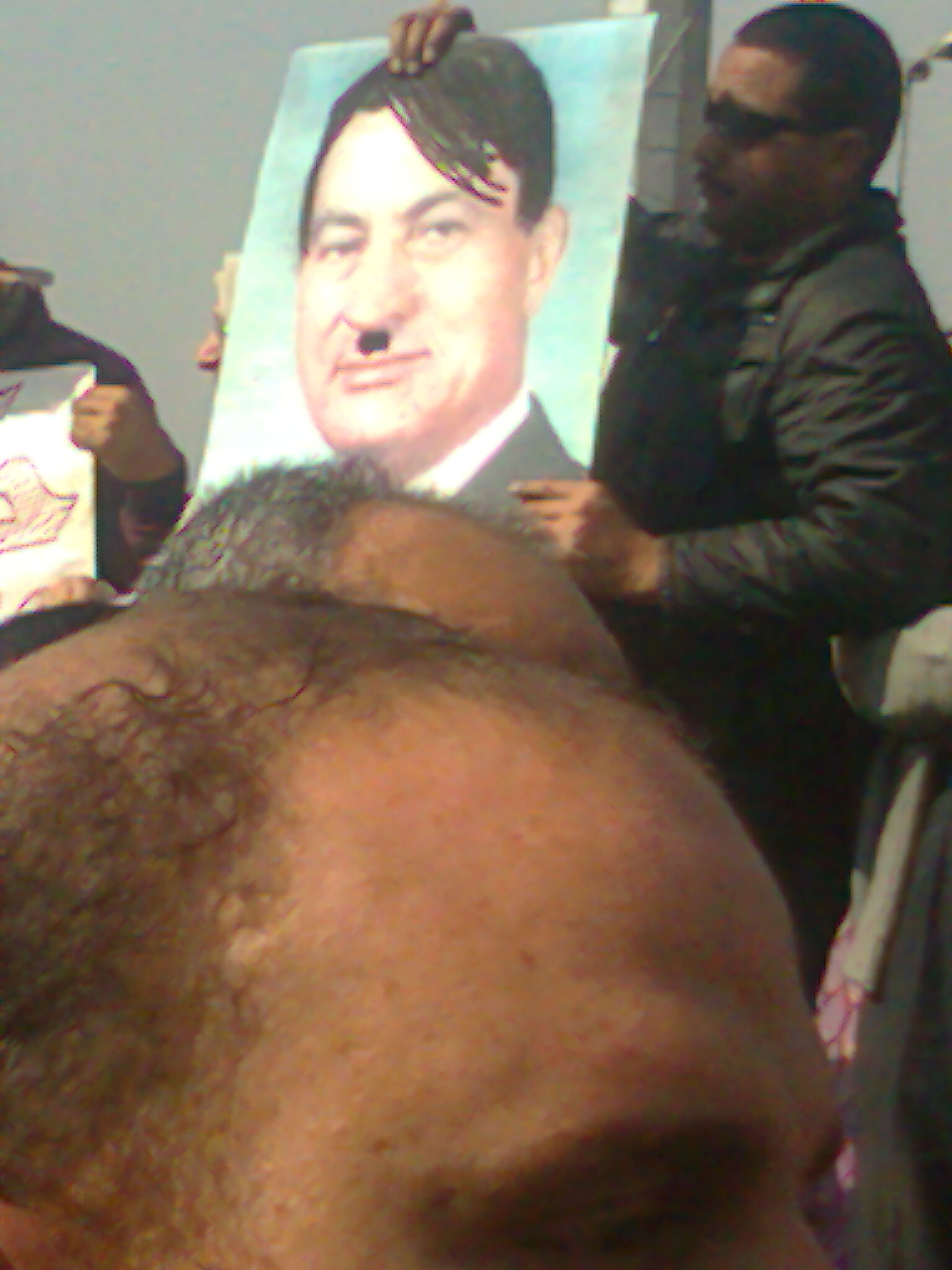
به تصویر کشیدن مبارک به شکل هیتلر

- درگیری خونین طرفداران مبارک و معترضان در میدان التحریر

از حدود ساعت ۲ بعدازظهر تجمع حدوداً ده هزار نفری طرفداران مبارک در مرکز قاهره آغاز شد. دقایقی بعد درگیری خونین طرفداران مبارک و معترضین در میدان التحریر آغاز شد. سپس مردان سوار بر اسب و شتر به سوی معترضین میدان التحریر هجوم آوردند.
طرفداران مبارک که در جستجوی خبرنگاران الجزیره بودند سه خبرنگار -که هیچیک متعلق به الجزیره نبودند- را با خنجر مضروب کردند. یکی از معترضان کارت شناسایی یکی از مهاجمین را به دست آورده که نشان می‌دهد او عضو پلیس است. عده‌ای نیز با پرتاب سنگ و کوکتل مولوتف از ساختمان‌های اطراف به معترضان حمله کردند. ارتش در این درگیری دخالت نکرد.
دیوید کامرون نخست‌وزیر بریتانیا اقدام حکومت مصر در جهیت ایجاد آشوب را غیرقابل قبول دانست. کاخ سفید هم در بیانیه‌ای رسمی از اعمال خشونت علیه رسانه‌ها و تظاهرات صلح‌آمیز ابراز نگرانی کرد.
احمد حسنی فرید، وزیر بهداشت مصر چهارشنبه گفت: بیشتر زخمی‌ها بر اثر برخورد سنگ مجروح شده‌اند و کسی به علت اصابت گلوله زخمی نشده‌است. یک پزشک نیز به خبرگزاری رویترز نیز گفته‌است بیش از یک هزار و ۵۰۰ تن در درگیری‌های روز چهارشنبه قاهره زخمی شده‌اند. هیلاری کلینتون، وزیر خارجه آمریکا چهارشنبه از دولت مصر خواست تا دربارهٔ خشونت‌های روز چهارشنبه تحقیق کرده و مسببان را تحت تعقیب قضایی قرار دهد. فیلیپ کرولی، سخنگوی وزارت خارجه آمریکا اعلام کرده که هیلاری کلینتون چهارشنبه تلفنی با عمر سلیمان، معاون رئیس‌جمهوری مصر گفتگو و باردیگر تأکید کرده‌است که‌گذار سیاسی در مصر باید هم‌اکنون آغاز شود. بان کی مون، دبیرکل سازمان ملل متحد نیز روز چهارشنبه گفته حمله به تظاهرکنندگان غیرقابل قبول است.
- سخنرانی دوم مبارک:

در روز ۲ فوریه ۲۰۱۱ حسنی مبارک نطق جدیدی را ایراد کرد. او فعالیت دو مجلس این کشور را به حالت تعلیق گذاشت. مبارک در این سخنرانی به مردم وعده داد که در قوانین مصر اصلاحات اساسی ایجاد می‌کند و دوره‌های ریاست جمهوری را به دوره‌هایی با زمان مشخص بدل می‌کند. اخوان المسلمین سخنان مبارک را رد کرد.

### ۳ فوریه
درگیری بین معترضان و طرفداران مبارک از روز ۲ فوریه تا پیش از ظهر ۳ فوریه همچنان ادامه دارد، وزارت بهداشت مصر اعلام کرد در روز چهارشنبه ۲ فوریه سه نفر کشته و بیش از ۱۵۰۰ زخمی شدند. طرفداران حسنی مبارک، رئیس‌جمهوری مصر پنجشنبه ۳ فوریه ۲۰۱۱ به سوی تظاهرکنندگان حاضر در میدان التحریر تیراندازی کردند که دو تن کشته و شماری نیز مجروح شده‌اند. به گزارش ایلنا به نقل از خبرگزاری فرانسه، درگیری‌ها در میدان التحریر قاهره همچنان ادامه دارد و شاهدان عینی اعلام کردند که تیراندازی‌های پراکنده حامیان مبارک به سوی معترضان از ساعت چهار بامداد پنجشنبه ۳ فوریه آغاز شد. اعلام کناره‌گیری حسنی مبارک از انتخابات ریاست‌جمهوری مورد قبول کسانی که به خیابان‌ها ریخته بودند، قرار نگرفت و روزچهارشنبه نیز اعتراضات ادامه یافت. مردم اعلام کردند در روز جمعه ۴ فوریه تظاهرات گسترده‌ای به راه خواهیم انداخت. روز جمعه از جانب مردم، روز برکناری مبارک نامگذاری شده‌است. مردم معترض مصری خواهان محاکمه حسنی مبارک شدند. نیروهای امنیتی مصر تعداد شش پل بر روی رود نیل را بستند تا مانع پیوستن و یکی شدن تظاهرکنندگان شوند. رسانه‌های غربی از احتمال بروز جنگ داخلی در مصر میان معترضین ضد مبارک و طرفداران مبارک و ایجاد یک خشونت شدید بین دو طرف که حاصل آن تا به حال هزاران کشته و زخمی است، خبر دادند.
خبرگزاری مصر گفت: به دستور دادستان کل کشور، سه وزیر سابق دولت ممنوع‌الخروج شدند، وزیر کشور از جمله این وزراء بود. همچنین احمد شفیق گفت، درهای مذاکره با گروه‌ها باز است. احمد شفیق در یک مصاحبه تلویزیونی از مردم به خاطر درگیری‌های دیشب عذرخواهی کرد. همچنین روز یکشنبه یک عضو حزب‌الله از زندان فرار کرد. در برخی از شهرهای مصر دکه‌های پخش آب و نان برقرار شده‌است. مردم معترض مصری به ساخت بمب‌های بنزینی و کوکتل مولوتوف روی آورده‌اند. طی درگیری‌های دیشب و امروز ارتش مصر بیشتر ناظر حوادث بود و کاری با مأمورین امنیتی نداشت. مردم همواره می‌پرسند چرا ارتش ساکت است و مقابل نیروهای امنیتی نمی‌ایستد. مردم از ارتش انتظار کمک دارند. احمد شفیق همچنین اظهار داشت ما به نیروهای امنیتی دستور نمی‌دهیم.
در بیروت تظاهرکنندگانی که قصد اشغال سفارت مصر را داشتند با پلیس درگیر شدند. بسیاری از تظاهرکنندگان پوسترهای جمال عبدالناصر را در دست داشتند. وزارت بهداشت مصر اعلام کرد در درگیری‌های شب گذشته ۱۳ نفر کشته و ۱۲۰۰ نفر مجروح شدند. سه خبرنگار الجزیره بازداشت و ساعاتی بعد آزاد شده و یک خبرنگار یونانی در میدان التحریر به ضرب چاقو مجروح شد. تظاهرات عظیمی هم در منصوره و اسکندریه برای سرنگونی مبارک بر پا شد. محمد البرادعی، اخوان‌المسلمین و جنبش کفایه پیشنهاد احمد شفیق برای مذاکره را رد کردند اما برخی گروه‌های دیگر از جمله حزب وفد جدید آن را پذیرفتند.

### ۴ فوریه (روز وداع)
اعتراضات و تظاهرات مردم مصر علیه رژیم حسنی مبارک، امروز که به جمعه وداع نیز معروف شده‌است، ادامه پیدا کرد. بندر اسکندریه که قطب اقتصادی مصر به‌شمار می‌رود امروز کاملاً" بسته بود. مأمورین امنیتی و پلیس تقریباً" کنترل شهرهای سوئز و المنصوره را از دست داده‌اند.. تجمع کنندگان برای یازدهمین روز اعتراضات، در میادین تحریر و مصطفی محمود قاهره جمع شدند. شهرهای اسماعیلیه، سوئز و اسکندریه غرق در اعتراضات مردمی می‌باشد. عمر موسی دبیر کل اتحادیه عرب گفت که احتمال دارد در انتخابات ریاست جمهوری آینده مصر شرکت کند. اتحادیه اروپا برای چندمین بار از مسئولین مصر خواست تا برای اعمال اصلاحات خواسته معترضان اقدام کنند.
برخلاف دو روز گذشته خشونت چندانی در اعتراضات این روز دیده نشد. علاوه بر راهپیمایی معترضان، طرفداران مبارک هم تجمع‌هایی را در نزدیکی میدان التحریر و شهر جیزه در حومه قاهره بر پا کردند اما درگیری مهمی اتفاق نیفتاد. معترضان که میدان التحریر را در اختیار خود داشتند، در صبح این روز برای جلوگیری از ورود نیروهای امنیتی و پلیس کارت شناسایی افرادی را که قصد ورود به میدان التحریر داشتند، کنترل می‌کردند. در کارت‌های شناسایی مصر پیشهٔ افراد مشخص شده‌است. عمرو موسی دبیرکل اتحادیه عرب نیز به جمع معترضان در میدان التحریر پیوست. محمدحسین طنطاوی، وزیر دفاع مصر، هم برای بازدید از وضعیت و گفتگو با معترضان به میدان التحریر آمد و سعی داشت تا آن‌ها را به پایان اعتراضات متقاعد کند. احمد محمد محمود خبرنگار مصری که چند روز پیش بر اثر شلیک گلوله زخمی شده بود، از دنیا رفت. وی اولین خبرنگاری است که در این اعتراضات کشته می‌شود. در اسکندریه در هنگام برگزاری نماز جمعه، مسیحیان و افراد دیگری که نماز نمی‌خوانند با تشکیل یک زنجیرهٔ انسانی به دور نمازگزاران از حملهٔ احتمالی جلوگیری کردند. این تحول فقط یک ماه پس از بمب‌گذاری کلیسایی در این شهر اتفاق می‌افتد که منجر به مرگ تعداد زیادی از مسیحیان شد. دفتر بخش عربی الجزیره در قاهره و دفتر وب‌سایت اخوان‌المسلمین هم مورد حمله قرار گرفتند. رسانه‌های مونته‌نگرو گزارش دادند که ممکن است حسنی مبارک به این کشور بیاید و جمال مبارک و دوستان نزدیکش در حال آماده کردن شرایط برای ورود او هستند.

### ۵ فوریه
انفجار در خط لولهٔ انتقال گاز
در خط لوله انتقال گاز مصر به اردن در شبه‌جزیره سینا، انفجار مهیبی روی داد و منجر به آتش سوزی در منطقه "العریش" شده. تلویزیون مصر ابتدا انفجار را در خط لوله انتقال گاز به اسرائیل گزارش کرده بود و آن را به خرابکارانی نسبت داده بود که از وضعیت امنیتی سوء استفاده کرده‌اند اما مقامات مصری بعداً اعلام کردند که دلیل انفجار نشت گاز بوده‌است. خط لوله انتقال گاز مصر به اردن و اسرائیل یک خط لوله در صحرای سینا به دو شعبه تقسیم شده و یکی به اسرائیل و دیگری به اردن می‌رود. امروز مبارک با وزرای اقتصادی خود در کابینه جدید ملاقات کرد. مردم مصر هفته در پیش رو را هفته مقاومت و ایستادگی نامگذاری کردند. مردم تظاهراتی عظیم را برای فردا (یکشنبه) به یکدیگر وعده دادند.
تغییر در حزب دموکراتیک ملی مصر
تمامی اعضای شورای مرکزی حزب دموکراتیک ملی حزب حاکم مصر، از جمله جمال مبارک، استعفا کردند. اخبار متناقضی هم در استعفا یا ادامهٔ رهبری حسنی مبارک بر حزب منتشر شده‌است.

### ۶ فوریه (یکشنبه شهداء)
آغاز مذاکرات رسمی معترضان و دولت
اخوان‌المسلمین اعلام کرد که وارد گفتگو با دولت عمر سلیمان در مورد راه‌های حل بحران کشور خواهد شد. این درحالی‌ست که اخوان‌المسلمین پیشتر اعلام کرده بود تا پیش از رفتن مبارک از مذاکره با دولت خودداری خواهد کرد. محمد البرادعی از این گفتگوها انتقاد کرده و نظام کنونی را فاقد مشروعیت دانسته‌است. اما جمعیت میهنی برای تغییر یک نماینده را برای گفتگو اعزام داشته‌است. حزب لیبرال وفد، حزب چپ‌گرای تجمع و نمایندگان گروه‌های جوانان طرفدار دمکراسی که سازمان‌دهندهٔ اعتراضات بوده‌اند، نیز در این مذاکرات شرکت دارند.

### ۸ فوریه (روز عشق به مصر)

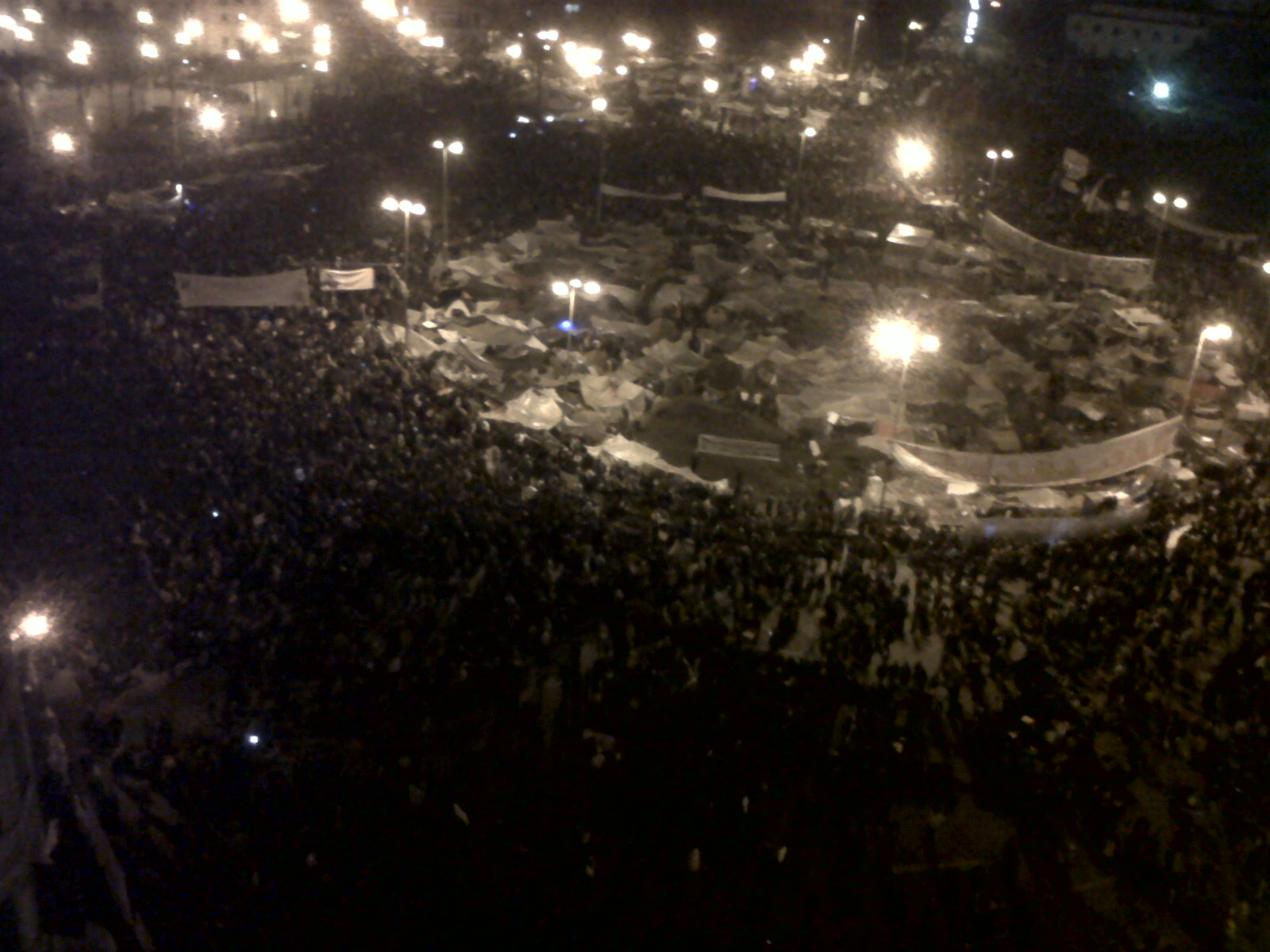
میدان التحریر در شامگاه ۹ فوریه

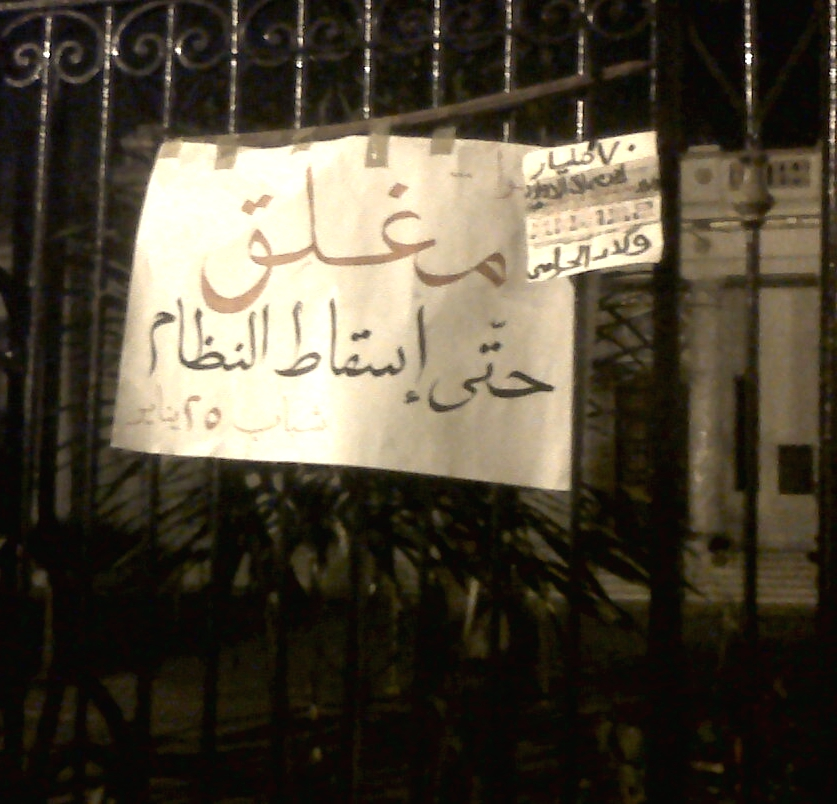
تصویر در بسته پارلمان مصر در ۹ فوریه. بر روی در نوشته شده: تا سرنگونی رژیم تا اطلاع ثانوی تعطیل است.

مردم مصر روز سه شنبه (۱۹ بهمن-۸ فوریه) سال ۲۰۱۱-۱۳۸۹ برای پانزدهمین روز متوالی با برگزاری تظاهراتی گسترده کناره‌گیری حسنی مبارک رئیس‌جمهور این کشور از قدرت را خواستار شدند. همچنین هزاران نفر از مردم مصر در خیابان رامسس تجمع کرده و خواستار انحلال پارلمان شدند. در همین حال مبارک به منظور مقابله با گسترش اعتراض‌های مردمی، تشکیل کمیته‌ای برای ایجاد اصلاحات در قانون اساسی این کشور را تصویب کردو از افزایش ۱۵ درصدی در حقوق کارمندان و بازنشستگان مصر خبر داد. اما معترضان در واکنش به این تصمیم، این افزایش حقوق را دیر و میزان آن را کم خواندند.

### ۹ فوریه
اعتصاب کارگران

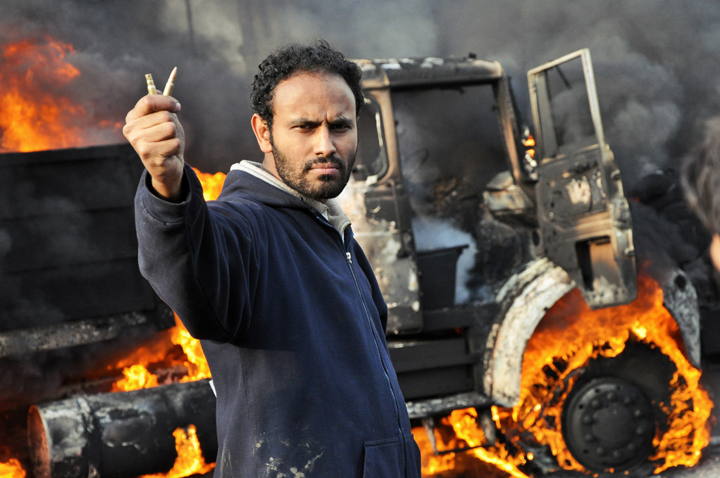
یک معترض مصری که چند پوکهٔ گلوله در دست دارد.

چندین اتحادیهٔ کارگری اعلام اعتصاب عمومی‌کرده و حدود ۲۰ هزار نفر دست از کار کشیدند. خواسته‌های بعضی کارگران اقتصادی است و تنها خواهان افزایش دستمزدها و شرایط کاری بهتر هستند اما انگیزهٔ برخی دیگر سقوط مبارک است.
درگیری در وادی‌الجدید
درگیری شدید در وادی‌الجدید بین معترضین و پلیس که از روز گذشته آغاز شده بود، در این روز ادامه یافت و دست‌کم سه کشته به جا گذاشت. معترضین به ساختمان‌های رسمی از جمله ایستگاه‌های پلیس و ساختمان حزب حاکم حمله کرده و پلیس هم به سوی آن‌ها آتش گشود. این اولین برخورد جدی معترضان و پلیس از روز ۲۸ ژانویه‌است که پلیس به‌طور عمده از شهرها خارج شده و کنترل آن‌ها را به ارتش سپرده بود. وادی‌الجدید در جنوب غربی مصر قرار دارد و از چند واحه در صحرای بزرگ آفریقا تشکیل می‌شود و این اولین تجمع ضدحکومتی قابل توجه در آن از آغاز اعتراضات به‌شمار می‌رود.

### ۱۰ فوریه
معترضان مانند روزهای پیشین در میدان التحریر به تظاهرات خود ادامه دادند، آنان در مقابل ساختمان پارلمان نیز تجمعاتی داشتند. کارگران و پرسنل کارخانجات، کارمندان صنعت گردشگری و کارکنان سامانه‌های ترابری مصر نیز امروز همگی در اعتصاب بودند. حدود سه هزار نفر از وکلای سندیکای وکیلان مصر نیز امروز در قاهره تظاهرات کردند. همچنین حدود هزار نفر از پزشکان مصری با پوشیدن کفن در حمایت از مردم مصر و معترضین به میدان التحریر آمدند و با کف زدن و اعلام مخالفت به جمع اعتراض کنندگان پیوستند.
- شایعهٔ استعفای مبارک

احمد محمد شفیق نخست وزیر جدید مصر طی مصاحبه‌ای با بی بی سی گفت احتمال دارد مبارک امشب از قدرت کنار برود و ممکن است این کناره‌گیری را امشب در سخنرانی خود به عموم مردم اعلام کند. زنده یا ضبط شده بودن سخنرانی حسنی مبارک هنوز مشخص نشده‌است. لئون پانتا رئیس سازمان سیا نیز گفت «احتمال قوی وجود دارد که حسنی مبارک امشب از قدرت کنار برود.»
احمد محمد شفیق همچنین اعلام کرد، همه چیز در دست حسنی مبارک است و هنوز هیچ تصمیمی اتخاذ نشده‌است.
- سخنرانی حسنی مبارک

در سخنرانی تلویزیونی حسنی مبارک که از ساعت ۱۰:۴۵ دقیقه شب به وقت قاهره آغاز شد، مشخص شد که وی فعلاً پست خود را ترک نخواهد کرد و قصد استعفا ندارد. وی اعلام کرد در سمت خود باقی خواهد ماند تا شرایط را برای انتقال صلح‌آمیز قدرت آماده کند اما راه‌هایی برای حل بحران از جمله اصلاح ۶ اصل قانون اساسی و ابطال یک اصل آن را اعلام کرد.
حسنی مبارک مانند سخنرانی‌های پیشین، دوباره قول داد در انتخابات ریاست جمهوری که در ماه سپتامبر ۲۰۱۱ انجام می‌شود، نامزد نشود، او بخش زیادی از مسئولیت‌های خود را به عمر سلیمان واگذار کرد. او همچنین کشته شدگان اعتراضات اخیر را در مصر شهید خطاب کرد. مبارک در این سخنرانی خود را یک میهن پرست خواند و اذعان داشت که در دوران مسئولیت‌هایش به خاطر مصر فداکاری‌های زیادی انجام داده‌است.
معترضین متحصن در میدان التحریر که تا قبل از سخنرانی رئیس‌جمهور غرق در شادی بودند، خشمگین علیه او شعار می‌دهند. و هزاران معترض بسیار خشمگین به سوی ساختمان تلویزیون دولتی حرکت کردند. جان برادلی نویسندهٔ کتاب «درون مصر: سرزمین فرعون‌ها در آستانهٔ انقلاب» پیش‌بینی کرده که انقلاب از فردا آغاز خواهد شد و شمار غیرمنتظره‌ای از مردم به خیابان‌ها خواهند آمد.

### ۱۱ فوریه
در یازدهم فوریه، حسنی مبارک، پس از اینکه در شب قبل بخش اعظم قدرتش را به عمر سلیمان واگذاشت، خود، جمعه به پناهگاهش در سیناء در شرم‌الشیخ (در دریای سرخ، ۲۵۰مایلی قاهره) رسید. عدم صحت خبر کناره‌گیری مبارک در شب دهم فوریه، خشم معترضان را برانگیخت.
در ۱۱ فوریه نیز ده‌ها هزار نفر از مردم مصر همانند روزهای گذشته در میدان التحریر تجمع کرده و با سر دادن شعارهای ضد دولتی خواهان برکناری حسنی مبارک شدند. پس از سخنان دیشب حسنی مبارک مردم نسبت به روزهای قبل خشمگین تر بوده و خواهان برچیده شدن کل حاکمیت مصر شدند. گروهی از مردم نیز با تجمع در مقابل ساختمان رادیو و تلویزیون مصر، در برابر این ساختمان دولتی شعارهایی علیه مبارک سر دادند. همچنین دسته‌های مختلف مردم نیز با گرد آمدن در مقابل کاخ حسنی مبارک (کاخ العابدین) شعارهایی را ضد مبارک سر دادند. پس از پایان نماز جمعه، معترضین دوباره به تظاهرات خود ادامه دادند و خواهان سقوط مبارک و کل حاکمیت مصر شدند.

نرون روم را سوزاند مبارک هم مصر را سوزاند

ارتش در بیانیه‌ای اعلام کرد آماده‌است در صورت بازگشت کشور به آرامش، وضعیت اضطراری را لغو کند. ارتش همچنین در بیانیه دیگری اعلام کرد، تضمین می‌کند که انتخابات آزاد و عادلانه برگزار گردد. باراک اوباما رئیس‌جمهور آمریکا نیز می‌گوید به نظر نمی‌رسد تغییرات آنی در مصر، قابل ملاحظه و کافی باشد. او شدیداً از سخنان حسنی مبارک انتقاد کرد و گفت دولت مصر باید با مردم خود واضح صحبت کند. نیکولاس سرکوزی نیز در بیانیه‌ای گفت، من از ته قلبم برای دموکراسی در مصر دعا می‌کنم. او همچنین از لزوم جلوگیری از تشکیل یک حکومت دیکتاتوری مذهبی در مصر صحبت کرد. ایهود باراک وزیر دفاع اسراییل نیز گفت اگر طی ۹۰ روز آینده در مصر همه پرسی برگزار شود، اخوان المسلمین قدرت را به دست خواهد گرفت. او از به قدرت رسیدن اخوان المسلمین ابراز نگرانی کرد. گزارش‌ها حاکی از این است که در دیگر شهرهای مصر نیز نا آرامی‌هایی علیه حکومت حسنی مبارک وجود دارد.
عاقبت، در یازدهم فوریه (بیست‌ودوم بهمن) عمر سلیمان اعلام کرد حسنی مبارک پس از سی سال از مقام ریاست جمهوری استعفا داد و هم‌اکنون، قدرت در دست ارتش مصر است.

## رخدادهای پس از رفتن مبارک
دو روز پس از استعفاء مبارک، در روز ۱۳ فوریه ۲۰۱۱ دولت نظامی (موقت) اعلام کرد تا برگزاری انتخابات مجلس و ریاست جمهوری که در شش ماه دیگر انتخاب می‌شود بر سر قدرت خواهند ماند. کابینه ارتشی مصر نیز مجلس را منحل اعلام کرد.

### ۳ مارس
احمد شفیق، نخست‌وزیر دولت موقت مصر از سمت خود استعفاء کرد، شورای عالی نیروهای مسلح عصام شرف، وزیر حمل و نقل سابق را به عنوان نخست‌وزیر مصر برگزید.
احمد شفیق به‌دنبال درخواست انقلابیون این کشور برای حذف شخصیت‌های وابسته به نظام حسنی مبارک، رئیس‌جمهوری سابق و تشکیل دولت انتقالی تکنوکرات از مقام خود کناره گرفت. شورای عالی نیروهای مسلح مصر در پیامی در صفحه این شورا در شبکه اجتماعی فیس‌بوک، اعلام کرد که استعفای احمد شفیق را که در روزهای آخر حسنی مبارک او را به این سمت انتخاب کرد، پذیرفته‌است.

### ۲۱ مارس
۷۷ درصد از رای‌دهندگان مصری از اصلاحات در قانون اساسی بطور قاطع حمایت کردند. مهم‌ترین این تغییرات عبارتند از: «کاهش دوره ریاست‌جمهوری از شش سال به چهار سال و محدود کردن آن به دو دوره»، «ملزم کردن رئیس‌جمهور به انتخاب یک معاون طی ۳۰ روز پس از انتخابات» و «اعمال شرایط جدید برای نامزدهای ریاست‌جمهوری از جمله این‌که حداقل سن آن‌ها باید ۴۰ سال باشد و همسر غیرمصری نداشته باشند». دو گروه سیاسی اصلی مصر، حزب دمکراتیک ملی وابسته به حسنی مبارک و اخوان‌المسلمین از این اصلاحات حمایت کرده‌اند.

### ۹ سپتامبر
معترضان مصری روز جمعه با پتک و میله‌های فلزی بخشی از دیوار حفاظتی سفارت اسرائیل را خراب کردند و وارد یکی از اتاق‌های واقع در طبقات اولیه این ساختمان ۲۱ طبقه شدند.
معترضین مصری توانستند بخش‌هایی از سفارت اسرائیل در قاهره را برای مدت زمان کوتاهی به اشغال خود درآوردند. آن‌ها در هنگام اشغال چند طبقه از برج سفارت اسرائیل، بخش‌هایی از اسناد و مدارک سفارت را از پنجره به بیرون ریختند و پرچم اسرائیل را پایین کشیدند.
سفیراسرائیل در قاهره در اعتراض به این حوادث، مصر را ترک کرده‌است. علاوه بر سفیر اسرائیل، دیپلمات‌های اسرائیلی نیز به همراه خانواده‌های خود با استفاده از یک فروند هواپیمای اسرائیلی اختصاصی قاهره را به مقصد تل آویو ترک کردند.